# Grand Ruau

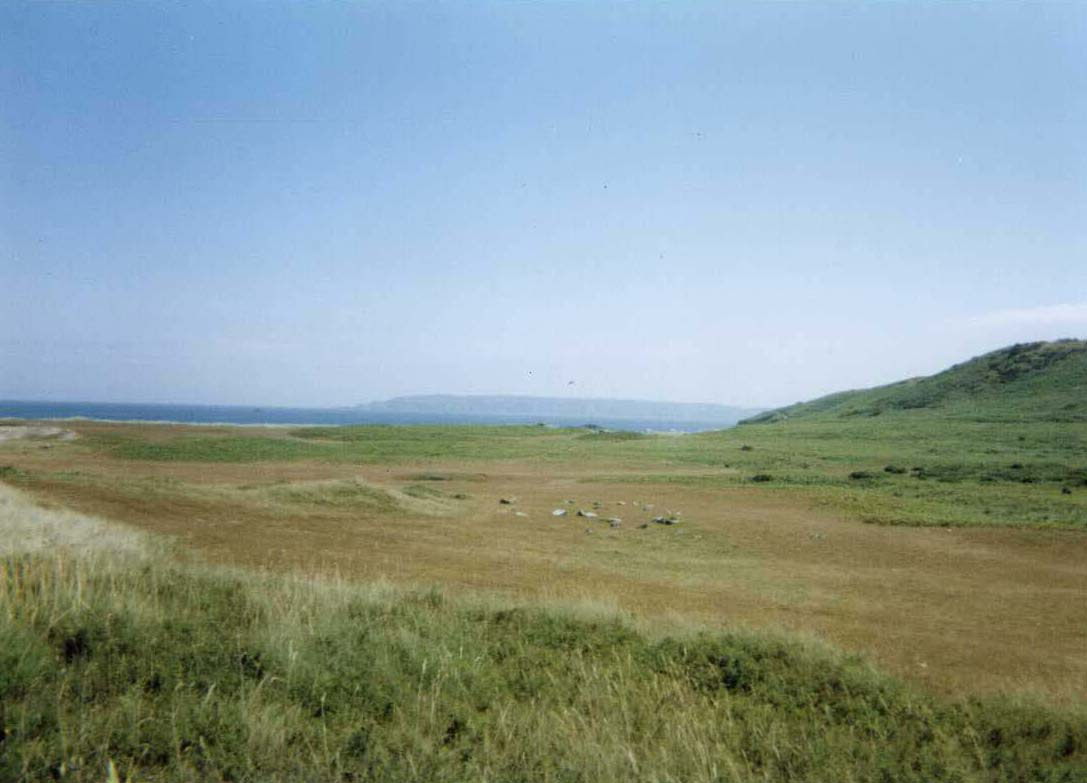
Le Grand Ruau entre Herm au premier plan et Sercq à l'horizon.

Le grand Ruau (appelé également le grand Roussel) est une passe maritime qui sépare l'île de Herm de l'île de Sercq dans les îles Anglo-Normandes.
Le grand Ruau possède un courant traître et des variations de marée qui sont parmi les plus importantes du monde. Le grand Ruau révèle un certain nombre de rochers immergés. Le plus célèbre d'entre eux et l'îlot dénommé Brecqhou.
Le grand Ruau est un important lieu de passage maritime entre les îles de Sercq, Herm et Guernesey notamment parce que Sercq ne possède pas de piste d'atterrissage, obligeant la population à se rendre à Guernesey en bateau.
Le grand Ruau est une passe plus large que celle du petit Ruau qui est une passe plus étroite située entre les îles d'Herm et de Guernesey.